# Opus (tidskrift)
Opus grundades 2005 av Jonas Söderström och Johannes Nebel (båda födda 1973). 
Tidskriften utkommer med sju nummer per år och skriver om klassisk musik, opera, artister och musikhistoriska företeelser. OPUS nominerades redan efter sitt första nummer till Bästa nya tidskrift på Resumés årliga tidskriftsgala och vann då juryns hederspris. Året därpå nominerades tidningen till Årets tidskrift av Sveriges Tidskrifter, men förlorade då tillsammans med Amelia Adamos M-Magasin mot tidskriften King. 
OPUS har fått god kritik för sin nyskapande form och populärvetenskapliga innehåll i ett ämne som historiskt sett inte haft många föregångare i Sverige. Idag är tidskriften ensam i sitt slag i Sverige. Redaktör sedan 2011 är Olof Esbjörnsson. 
Nebel & Söderström Förlag AB har sin redaktion i Lund.